# 22 (песня Тейлор Свифт)
«22» — песня, написанная американской кантри и поп-певицей и автором песен Тейлор Свифт и шведскими продюсерами Максом Мартиным и Shellback для четвёртого студийного альбома исполнительницы Red. Спродюсированная Мартиным и Shellback, композиция была выпущена лейблом Big Machine 12 марта 2013 года, как четвёртый сингл с альбома.
Песня дебютировала на двадцатом месте в Billboard Hot 100. Сингл также попал в чарты Австралии, Канады, Ирландии, Новой Зеландии и Великобритании.
Перезаписанная версия песни «22» под названием «22 (Taylor’s Version)» была выпущена в рамках второго перезаписанного альбома Свифт Red (Taylor’s Version) 12 ноября 2021 года лейблом Republic Records. Песня «22 (Taylor’s Version)» вошла в топ-40 в чартах синглов Австралии, Канады и Сингапура, а также заняла 52 место в Billboard Hot 100 в США.

## Композиция
Музыкальные критики описывали «22» как поп-песню , включающую в себя такие стили, как бабблгам-поп и данс-поп. Роб Шеффилд из Rolling Stone описал жанр как диско, а Энни Залески из Cleveland Scene назвала трек «зажигательной жемчужиной рока 90-х».
«22» начинается с риффа акустической гитары и включает аранжировку на основе акустической гитары в куплетах. Бодрящий припев содержит элементы танцевальной и электронной музыки; в нем используются пульсирующие синтезаторы в стиле поп 1980-х годов и синкопированные бас-барабаны, которые вызывают влияние хип-хопа и альтернативного рока. Billboard отметил, что «22» была «самой откровенно „попсовой“ песней Свифт» до этого момента, а Пероун прокомментировал, что ее вокал, обработанный электронным продакшеном Мартина и Шеллбэка, делает трек радикально другим по сравнению с ее предыдущими песнями.
Песня продолжительностью 3 минуты 52 секунды. По мнению The Boot, песня «является неотъемлемой частью её кантри», несмотря на то, что «намечающийся полный поворот Свифт к поп-музыке [очевиден в песне]». Песня написана в тональности соль мажор с темпом 104 удара в минуту. Вокал Свифт охватывает полторы октавы, между G3 and D5. Песня была написана Свифт вместе с Максом Мартином и Шеллбэком, которые помогали ей в написании и продюсировании её предыдущих хитов «We Are Never Ever Getting Back Together» и «I Knew You Were Trouble».
В тексте песни рассказчица празднует свои 22 года, приглашая друзей нарядиться, потусоваться и «посмеяться над своими бывшими», пережившими разрыв сердца. Когда она и ее друзья оказываются на вечеринке, она понимает, что там «слишком много крутых ребят» (которые бормочут: «Кто такая Тейлор Свифт, фу?»). Тогда группа решает «бросить всю эту сцену». В конце песни рассказчица танцует с мужчиной, который «выглядит как плохие новости», но которого она «должна заполучить».

## Реакция критики
Песня «22» получила позитивные отзывы от критиков: Idolator («это громоподобный поп-трек, начинающийся со звонкого риффа акустической гитары, и следующего затем энергичного ритма, напоминающего песню Кэти Перри „Teenage Dream“, уступая место милым и довольно резким куплетам»), Digital Spy («Возможно, в молодости она уже добилась большего, чем большинство людей за всю свою жизнь, но с еще одним поп-хитом, пополнившим её репертуар, кажется, что она только начинает»).
Billboard похвалили песню, сказав что это «Самая откровенная поп-песня Свифт за всю её карьеру».
В 2019 году в рейтинге 44 синглов Свифт Алексис Петридис из The Guardian' поставил песню на четвертое место, отметив ее запоминаемость и созерцательный текст о ранней взрослой жизни. Тем не менее, Пероун посчитал, что «22» не столь утонченна и приземлена, как предыдущие песни Свифт о разбитом сердце, в частности «Fifteen» (2009).
Некоторые СМИ назвали «22» культурным феноменом, который привел к тому, что 22-й день рождения получил широкое распространение; по словам Ханны Майлреа из New Musical Express, «до „22“ никого не волновало, когда вы отмечали свой 22-й день рождения […] а Свифт каким-то образом превратила его в знаменательную дату».

## Музыкальное видео и живые выступления
В феврале 2013 года Свифт отправилась в Малибу, штат Калифорния, и сняла там клип на песню «22» через день после посещения 55-й ежегодной церемонии вручения премии «Грэмми». Премьера клипа состоялась 13 марта 2013 года в эфире программы Good Morning America.. Клип на песню «22», снятый режиссером Энтони Мандлером, отличается от повествовательного видео на предыдущий сингл Свифт «I Knew You Were Trouble»; в нем показаны сцены, как Свифт и ее друзья пекут на кухне, загорают на пляже, прыгают на батуте и устраивают домашнюю вечеринку, которая заканчивается тем, что Свифт ныряет в бассейн в одежде. Некоторые СМИ отметили, что мода Свифт вдохновлена хипстерами, особенно ее батистовая рубашка и пластиковые очки, а Cosmopolitan и Entertainment Weekly сочли, что эстетика напоминает Instagram.
Перед выходом альбома Red 13 августа 2012 года Свифт исполнила акустическую версию песни «22» для своего «YouTube Webchat» в Нашвилле. Позже она была включена в сет-лист частного концерта Свифт, состоявшегося на судне пенише на Сене 28 января 2013 года. Первое телевизионное исполнение песни «22» состоялось 19 мая 2013 года на церемонии вручения музыкальной премии Billboard Music Awards 2013. Одетая в серебристые туфли, черные шорты с высокой талией и футболку с единорогом и надписью «Haters Gonna Hate», Свифт спела первый куплет и припев, а второй куплет — в гримерке за кулисами. Она появилась на сцене до конца песни, к ней присоединились победители шоу America’s Got Talent и танцевальная команда Jabbawockeez; выступление закончилось падением красных шаров с потолка. Песня вошла в сет-лист тура Red Tour (2013—2014), где Свифт исполнила ее с танцевальной труппой.
Позже Свифт включала «22» в сет-листы других своих концертов и шоу, в том числе на музыкальном фестивале iHeartRadio в сентябре 2014 года, на Гран-при США Формулы-1 на трассе Circuit of the Americas в октябре 2016 года, и на DirecTV Super Saturday Night, как часть серии концертов перед Супербоулом, в феврале 2017 года. Она исполнила «22» в рамках Reputation Stadium Tour (2018) в качестве «песни-сюрприза» на втором шоу в Чикаго, первом шоу в Фоксборо и шоу в Сиднее. 8 декабря 2019 года Свифт исполнила песню на Capital FM’s Jingle Bell Ball 2019 в Лондоне. В марте 2023 года Свифт отправилась в турне Eras Tour, посвященное ее дискографии. Каждый концерт состоял из десяти актов, включая Red, где песня «22» была открывающим треком. Свифт исполняет песню в белой футболке и черной шляпе из клипа. В конце песни она приветствует заранее выбранного из зала поклонника и дарит ему шляпу.

## Награды и номинации
| Год  | Организация     | Награда/работа        | Результат | Ссылка |
| ---- | --------------- | --------------------- | --------- | ------ |
| 2013 | Neox Fan Awards | Best Song of the Year | Номинация | [ 43 ] |
| 2014 | V Chart Awards  | Best Music Video      | Победа    | [ 43 ] |
| 2015 | BMI Awards      | Award-Winning Songs   | Победа    | [ 44 ] |
| 2015 | BMI Awards      | Publisher of the Year | Победа    | [ 44 ] |

## Чарты
| Чарт (2013)                                | Высшая позиция |
| ------------------------------------------ | -------------- |
| Австралия (ARIA)                           | 21             |
| Бельгия/Фландрия (Ultratip Bubbling Under) | 3              |
| Бельгия/Валлония (Ultratip Bubbling Under) | 28             |
| Бразилия (Billboard Brasil Hot 100)        | 97             |
| Бразилия Hot Pop Songs                     | 28             |
| Канада (Billboard Canadian Hot 100)        | 20             |
| Канада (Billboard CHR/Top 40)              | 16             |
| Канада (Billboard Hot AC)                  | 11             |
| Чехия (Rádio — Top 100)                    | 100            |
| Европа (Billboard Euro Digital Song Sales) | 18             |
| Франция (SNEP)                             | 155            |
| Ирландия (IRMA)                            | 12             |
| Израиль (Media Forest)                     | 3              |
| Япония (Billboard Japan Hot 100)           | 53             |
| Япония (Adult Contemporary, Billboard)     | 45             |
| Ливан (Lebanese Top 20)                    | 14             |
| Нидерланды (Dutch Tipparade 40)            | 7              |
| Новая Зеландия (Recorded Music NZ)         | 23             |
| Шотландия (OCC Scotland)                   | 9              |
| Словакия (Rádio — Top 100)                 | 36             |
| ЮАР (EMA)                                  | 4              |
| Великобритания (OCC UK Singles)            | 9              |
| США (Billboard Hot 100)                    | 20             |
| США (Billboard Adult Contemporary)         | 19             |
| США (Billboard Adult Pop Airplay)          | 9              |
| США (Billboard Pop Airplay)                | 12             |

## Сертификации и продажи
| Регион | Сертификация  | Продажи   |
| --- | ------------- | --------- |
| Австралия (ARIA) | 4× Платиновый | 280 000   |
| Бразилия (ABPD) | 2× Платиновый | 120 000   |
| Канада (Music Canada) | Платиновый    | 80 000*   |
| Япония (RIAJ) | Золотой       | 100 000*  |
| Новая Зеландия (RMNZ) | Золотой       | 7500*     |
| Великобритания (BPI) | Платиновый    | 600 000   |
| США (RIAA) | 3× Платиновый | 3 000 000 |
| Стриминг |               |           |
| Дания (IFPI Danmark) | Золотой       | 900 000   |
| * Данные о продажах приведены только на основе сертификации. · Данные о продажах + прослушиваниях приведены только на основе сертификации. · Данные только о прослушиваниях приведены на основе сертификации. |               |           |

## 22 (Taylor’s Version)
6 августа 2021 года Свифт объявила, что перезаписанная версия «22» под названием «22 (Taylor’s Version)» будет включена в качестве шестого трека в её второй перезаписанный альбом с таким же названием, который выйдет 12 ноября 2021 года на Republic Records.
Свифт опубликовала официальный трек-лист альбома 6 августа 2021 года. Она разместила фрагмент песни в своём Instagram 5 августа 2021 года.
Продюсерами «22 (Taylor’s Version)» стали Свифт, Шеллбэк и Кристофер Роу. В рецензиях на Red (Taylor’s Version) некоторые критики отметили, что «22» — одна из лучших поп-песен Свифт, а Оливия Хорн из Pitchfork назвала ее одним из «великих шедевров». В журнале Slant Magazine Джонатан Киф отметил, что хотя версия 2012 года была неотличима от музыки других поп-звезд той эпохи, перезаписанная в 2021 году версия стала лучше и приобрела тоскливый оттенок.

### Участники записи
«22 (Taylor’s Version)» (2021)
- Тейлор Свифт — ведущий вокал, бэк-вокал, автор песен, продюсер
- Кристофер Роу — продюсер, звукоинженер по вокалу
- Shellback — продюсер, автор песен
- Макс Мартин — автор песен
- Дэн Бернс — дополнительное программирование, дополнительный звукоинженер
- Matt Billingslea — ударные
- Bryce Bordone — звукоинженер
- Дерек Гартен — звукоинженер, редактор
- Сербан Генеа — микширование
- Макс Бернштейн — синтезаторы
- Майк Медоуз — акустическая гитара, синтезаторы
- Амос Хеллер — бас-гитара, басовый синтезатор
- Пол Сидоти — электрогитара

### Чарты
| Чарт (2021—2022)                        | Высшая позиция |
| --------------------------------------- | -------------- |
| Австралия (ARIA)                        | 27             |
| Канада (Billboard Canadian Hot 100)     | 33             |
| Мир (Billboard Global 200)              | 30             |
| Новая Зеландия (RMNZ)                   | 36             |
| Португалия (AFP)                        | 151            |
| Сингапур (RIAS)                         | 17             |
| Великобритания (OCC UK Audio Streaming) | 49             |
| США (Billboard Hot 100)                 | 52             |

### Сертификации
| Регион                                                                      | Сертификация | Продажи |
| --------------------------------------------------------------------------- | ------------ | ------- |
| Австралия (ARIA)                                                            | Платиновый   | 70 000  |
| Бразилия (ABPD)                                                             | Золотой      | 20 000  |
| Великобритания (BPI)                                                        | Серебряный   | 200 000 |
| Данные о продажах + прослушиваниях приведены только на основе сертификации. |              |         |